# Trichosteleum fissum
Trichosteleum fissum är en bladmossart som beskrevs av Mitten 1868. Trichosteleum fissum ingår i släktet Trichosteleum och familjen Sematophyllaceae. Inga underarter finns listade i Catalogue of Life.